# الديم (تعز)
الديم هي إحدى قرى الجمهورية اليمنية. وهي تتبع جغرافيًا لمحافظة تعز. وإداريًا لمديرية خدير. يبلغ تعداد سكانها 1549 نسمة حسب الإحصاء الذي جرى عام 2004.